# Meyrignac-l'Église
Meyrignac-l'Église é uma comuna francesa na região administrativa da Nova Aquitânia, no departamento de Corrèze. Estende-se por uma área de 10,22 km². Em 2010 a comuna tinha 63 habitantes (densidade: 6,2 hab./km²).